# Ligne de Somain à Halluin
La ligne de Somain à Halluin est une ligne ferroviaire française à écartement standard de la région Hauts-de-France. Elle était longue de 57 kilomètres, et reliait la gare de Somain au réseau des chemins de fer belges à la gare de Menin en Belgique, via Orchies, Ascq, Roubaix - Wattrelos, Tourcoing et Halluin, dernière gare avant la frontière. Après les fermetures et déclassements de sections, seuls les environ 20 kilomètres de voie unique entre les gares d'Orchies et d'Ascq sont en service, parcourus par des trains TER Nord-Pas-de-Calais ; cette exploitation est interrompue depuis 2015, mais devrait reprendre après des travaux de régénération de la voie. 
Elle constitue la ligne no  268 000 du réseau ferré national.

## Déclassement
- Halluin à la frontière belge (pk 288,438 à 288,793) le 24 février 1975[2]
- Section à Halluin (pk 288,280 au pk 288,436) le 3 décembre 1986[2]
- Wandignies-Hamage à Orchies (pk 236,190 au pk 245,726) le 22 février 1991[2]
- Lannoy à Roubaix-Wattrelos (pk 268,516 au pk 270,245) le 22 février 1991[2]
- Section à Roubaix-Wattrelos (pk 270,245 au pk 270,750) le 20 septembre 1995[2]

## Histoire
Afin de faciliter la circulation du charbon pour l'industrie textile la ligne « de Tourcoing à Menin » est concédée à titre définitif et la ligne « de Somain à Roubaix et Tourcoing par Orchies et Cysoing » à titre éventuel par une convention signée le 22 mai 1869 entre le ministre des Travaux Publics et Messieurs Anatole de Melun, comte Charles Werner de Mérode, Louis Dupont, Florimond de Coussemaker, Isidore-David Portau, Benjamin Labarbe. Cette convention est approuvée à la même date par un décret impérial,. Elle est déclarée d'utilité publique par une loi le 15 septembre 1871 rendant la concession définitive,. Les municipalités sont consultées, en juin 1871, pour examiner et délibérer sur le choix des stations et de leur situation à partir du projet préparé par l'ingénieur de la ligne. La publication du tracé définitif a lieu le 12 janvier 1875.
La construction de cette ligne est entreprise par la Compagnie des chemins de fer du Nord-Est qui s'est substituée aux concessionnaires initiaux. Toutefois, dès le 17 décembre 1875, la Compagnie des chemins de fer du Nord-Est signe un traité avec la Compagnie des chemins de fer du Nord pour l'exploitation jusqu'à l'échéance de la concession de l'ensemble des lignes dont elle est concessionnaire. Ce traité est approuvé par un décret le 20 mai 1876. La reprise concerne les 16,2 km de la section Somain - Orchies qui est construite et exploitée et le reste de la ligne qui reste à faire. La section Orchies - Tourcoing est mise en service en 1879.
La ligne est rattachée au réseau de Compagnie des chemins de fer du Nord selon les termes d'une convention signée entre le ministre des Travaux publics et la compagnie le 5 juin 1883. Cette convention est approuvée par une loi le 20 novembre suivant. Toutefois, la Compagnie des chemins de fer du Nord n'en deviendra pleinement concessionnaire qu'à la suite d'un traité passé avec la Compagnie des chemins de fer du Nord-Est le 30 mars 1889 et approuvé par une loi le 7 février 1890.
Le 15 mai 1939 intervient la fermeture au service voyageurs de la section Orchies - Somain, en même temps avec les lignes d'Orchies à Pont-de-la-Deûle et à la frontière belge près de Bachy. La section Ascq - Tourcoing suit seulement six semaines plus tard, le 1er juillet 1939. Ces fermetures font partie d'un programme de rationalisation visant à éliminer la concurrence entre trains omnibus et autocars privés, appelé « coordination » à l'époque. Par contre, la section de Tourcoing à Halluin conserve son service voyageurs jusqu'au 12 décembre 1971 ; c'est l'avant-dernière ligne SNCF à être transférée sur la route dans le Nord-Pas-de-Calais avant l'ère du TER. Cette suppression s'insère dans le « contrat de programme » État - SNCF d'août 1966, portant à l'origine sur 5 000 km de lignes parcourues exclusivement par des omnibus, mais ayant finalement mis fin à l'exploitation de 6 756 km de lignes. Pendant les dernières années, ne circule qu'un unique aller-retour les jours ouvrables, avec un temps de parcours de 26 min pour les moins de 12 km du trajet. En hiver 1965/66 par exemple, le train quitte Halluin à 6 h 18 et y retourne depuis Tourcoing à 17 h 07.

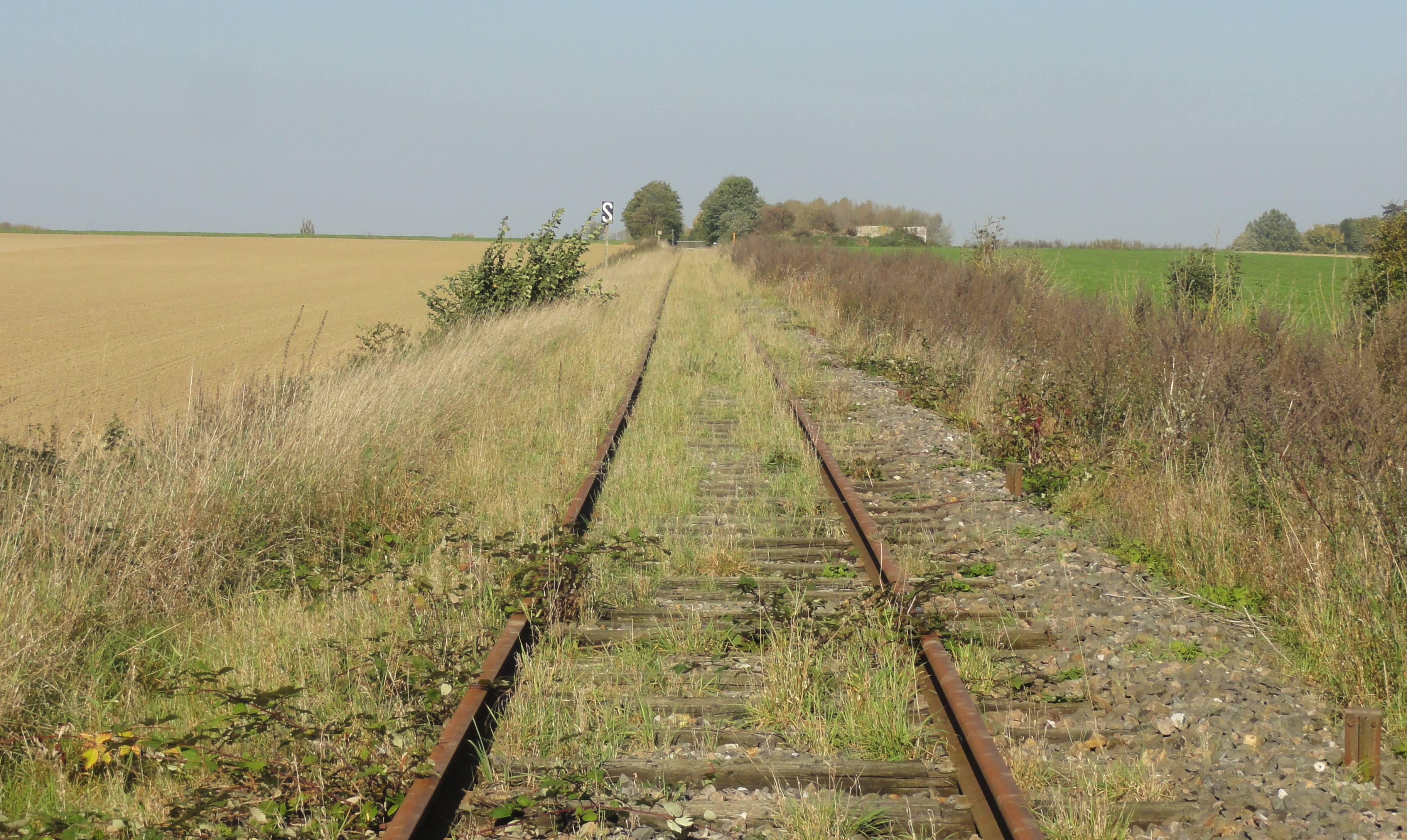
La ligne sur le finage de Cysoing mi-octobre 2017.

La ligne était exploitée jusqu'en 2015 pour les TER Nord-Pas-de-Calais entre la gare d'Orchies et celle d'Ascq. Il s'agissait de la relation no 3 de ce réseau régional. L'horaire comportait trois aller-retours du lundi au vendredi, dont un omnibus. Aucun service n'avait lieu le week-end (unique ligne du département dans ce cas).

## Description de la ligne

### Tracé
La ligne est longue de 57 km et relie le Bassin Minier du Nord-Pas de Calais à la frontière belge. Elle débute en gare de Somain, d'où elle se débranche des lignes de Douai à Blanc-Misseron et de Busigny à Somain. Elle file alors quasiment plein nord tout en desservant les communes de Fenain, Wandignies-Hamage, Marchiennes et Beuvry-la-Forêt. Peu après la gare de Marchiennes, un pont permet à la ligne de franchir le cours de la Scarpe, avant de poursuivre son tracé à travers la forêt domaniale de Marchiennes. A la sortie de Beuvry, la ligne passe sous l'autoroute A23, puis se joint aux lignes de Pont-de-la-Deûle à Bachy-Mouchin et de Fives à Hirson avant d'atteindre Orchies. 
A la sortie de cette dernière gare, la ligne se sépare de la ligne de Fives à Hirson (qui se poursuit jusqu'à Lille-Flandres), puis continue en tronc commun avec la ligne Pont-de-la-Deûle - Bachy-Mouchin jusqu'à Nomain-Ouvignies. Entre Bouvines et Gruson, la ligne croise la branche Lille - Bruxelles de la LGV Nord, avant de croiser également la Marque et l'autoroute A27. C'est à l'orée de la commune de Villeneuve-d'Ascq qu'elle rejoint la ligne de Fives à Baisieux, permettant aux trains venant d'Orchies de rejoindre Ascq.  
La ligne arrive ensuite dans un milieu plus urbanisé qui constitue l'est de l'aire urbaine de Lille, où elle dessert notamment Lannoy et Roubaix-Wattrelos. A Tourcoing, elle se raccorde à la ligne de Fives à Mouscron, traverse la gare de la commune puis se sépare de cette dernière ligne pour ensuite enjamber le Grand Boulevard et son tramway et rejoindre Roncq et Halluin. C'est après un pont sur la Lys que la ligne arrive en territoire belge pour se raccorder à la ligne 69 Infrabel Courtrai - Poperinge à hauteur de Menin.  

## État de la ligne
La desserte ferroviaire du tronçon d'Ascq à Orchies a cessé en 2015 en raison du mauvais état de la voie et devait reprendre en 2022, après des travaux de régénération. À cette occasion, les trains TER Hauts-de-France devraient poursuivre leur trajet jusqu'à la gare de Pont-de-Bois.
Plusieurs tronçons sont aménagés ou en cours d'aménagement  en Voie verte, notamment celui entre Fenain et Orchies: la voie verte de la plaine de la Scarpe, celui entre Halluin et la bifurcation avec la ligne de Fives à Mouscron (frontière) à Tourcoing, la voie verte du Ferrain (11 km) ouverte en 2023. Les anciennes gares de  (Fenain, Marchiennes et Beuvry-les-Orchies) sont habitées ou en cours de réhabilitation. 
La partie de la ligne de l'ancienne gare de Roubaix-Wattrelos à Lannoy est également aménagée en voie verte pour une liaison jusqu'au Lac du Héron qui est un élément de la future véloroute du Paris- Roubaix.

## Projets
Le schéma directeur des infrastructures de transports de la Métropole européenne de Lille de juin 2019 évoque évasivement une « réactivation  de  la  ceinture  ferroviaire  ouest  de  Lille  ou  encore  de tronçons d’Halluin−Somain », sans aucune précision de modalités ou de date.